# Урмо (Таранто)
Урмо (итал. Urmo) је насеље у Италији у округу Таранто, региону Апулија.
Према процени из 2011. у насељу је живело 22 становника. Насеље се налази на надморској висини од 40 м.